# Aedes moloiensis
Aedes moloiensis är en tvåvingeart som beskrevs av Taylor 1929. Aedes moloiensis ingår i släktet Aedes och familjen stickmyggor. Inga underarter finns listade i Catalogue of Life.